# Египетско-иранские отношения
Ирано-египетские отношения — двусторонние дипломатические и прочие отношения между Ираном и Египтом в их историческом развитии. Отношения между двумя странами сложные, с периодическими обострениями напряжённости. Несмотря на это, Иран и Египет разделяют членство в ОИС и D-8, а также совместно вступили в БРИКС. После революции в Египте 2011 года, Иран назначил своего первого, за почти 30 лет, посла в этой стране.

## История
В 1939 году дипломатические отношения между Египтом и Ираном были переведены на уровень посольств и Юсеф Зульфикар паша был назначен первым послом Египта в Тегеране. В том же году принцесса Фавзия, сестра египетского короля Фарука I, вышла замуж за Мохаммеда Реза Пехлеви, наследного принца Ирана, впоследствии ставшим последним шахиншахом.
Прочные связи между двумя странами были разорваны в 1980-м году, вскоре после победы Исламской революции в Иране и признанием Израиля Египтом. В результате Египет оказался единственной арабской страной, не имеющей посольства в Иране. Темы, вызывающие разногласия между странами, включают в себя: подписание Египтом Кэмп-Дэвидских соглашений с Израилем в 1979 году, поддержка Египтом Ирака во время Ирано-иракской войны (1980—1988), прославление и героизация в Иране убийцы президента Египта Анвара Садата, религиозного фанатика Халеда Исламбули, близкие отношения Египта с США и большинством стран Западной Европы.
С 2007 года в отношениях между Ираном и Египтом наблюдается некоторое потепление, в основном за счет торговли и дипломатических усилий. В 2008—2009 годах, когда Израиль проводил военную операцию в секторе Газа, иранские и египетские политики обменивались упрёками в бездействии по отношению к эскалации конфликта. В целом, заметных улучшений в отношениях между Ираном и Египтом не было до революции в Египте, приведшей к отставке президента Хосни Мубарака в феврале 2012 года. В апреле того же года Иран назначил посла в Египте. В августе новый президент Египта Мухаммед Мурси посетил Иран и было принято решение о восстановлении двусторонних дипломатических отношений между странами. Впервые за многие годы был назначен посол Египта в Иране. Хотя отношения между странами неуклонно улучшаются, в них ещё много нерешённых проблем, оставляющих дальнейший прогресс в отношениях под вопросом. Значительная часть этих проблем связана с отношениями с третьими странами, такими как Саудовская Аравия и страны Запада.

## Двусторонние визиты
После Революции в Египте 2011 года, и назначения послов после почти 30-летнего перерыва президент Египта Мухаммед Мурси совершил первый со времени Исламской революции в Иране исторический визит в Иран. 30 августа 2012 года на саммите Движения неприсоединения Мурси передал председательство Ирану. В свою очередь, президент Ирана Махмуд Ахмадинежад нанёс официальный визит в Египет 5 февраля 2013 года, что делает его первым президентом Ирана, посетившим Египет после победы Исламской революции в Иране.